# Helikon-Tex
Helikon-Tex – polska marka odzieży i sprzętu militarnego oraz outdoorowego, istniejąca od 1983 roku, należąca do spółki Entire M z siedzibą we Wrocławiu. Specjalizuje się w produkcji tekstyliów, przede wszystkim odzieży taktycznej, plecaków, toreb oraz akcesoriów związanych z survivalem, bushcraftem i turystyką

## Historia
Początkowo marka Helikon-Tex zajmowała się handlem sprzętem demobilowym. W 1999 roku rozpoczęła własną produkcję odzieży militarnej oraz paramilitarnej. W 2013 roku nawiązała współpracę z firmą Hyde Definition, projektującą maskowania PenCott: GreenZone, Badlands, SandStorm oraz Snowdrift.
W listopadzie 2021 roku marka Helikon-Tex weszła w skład nowo utworzonej spółki Entire M, stając się jedną z jej marek własnych, obok Direct Action.
W 2017 roku marka rozpoczęła bezpośrednią sprzedaż detaliczną za pośrednictwem sklepu internetowego. Helikon-Tex regularnie uczestniczy w targach branżowych takich jak MSPO w Kielcach, Enforce Tac w Norymberdze (Niemcy).

## Eventy i obecność marki
Marka Helikon-Tex bierze aktywny udział w licznych wydarzeniach i konferencjach o tematyce militarnej, outdoorowej i bezpieczeństwa. Należą do nich m.in.:
- Operacja Furia
- Sniper Seminar Portugal SOF Week
- RDA Shooting Day – Słowacja
- Kolosy 2025
- Konferencja bezpieczeństwa
- Dark Emergency – Niemcy
- Lynx Brutality – Słowenia
- Festiwal Górski – Lądek-Zdrój[9][10][11]

## Marka w kulturze
Produkty marki pojawiły się w popularnych produkcjach filmowych i telewizyjnych, m.in.:
- Serialu „House of Cards” (sezon 3)[12][13][14]
- Serialu science-fiction „Halo: Nightfall”[15][16][17]

## Nagrody i wyróżnienia
Marka Helikon-Tex została umieszczona na liście Potęg Biznesu 2015, tj. firm w Polsce, których wartość rynkowa rosła najszybciej w przeciągu poprzedniego roku. W tym samym roku znalazła się także na liście rankingowej Efektywna Firma 2015 oraz w rankingu Światowa Firma – Worldwide Company 2015.
W 2016 roku firma Helikon-Tex została laureatem rankingu Gazele Biznesu 2016.

## Działalność charytatywna, społeczna i sponsoring
Helikon-Tex angażuje się organizacyjnie i finansowo w rozmaitych wydarzeniach, głównie o charakterze militarnym oraz surwiwalowym. Była ona sponsorem lub partnerem takich akcji, jak: gra terenowa Selekcja, mecz koszykarski Gortat Team vs Wojsko Polskie, czy szkolenia z zakresu pierwszej pomocy OFA Jura.
Firma jest także stałym sponsorem Grupy Eksploracyjnej Miesięcznika „Odkrywca”.